# Durrës amfiteater

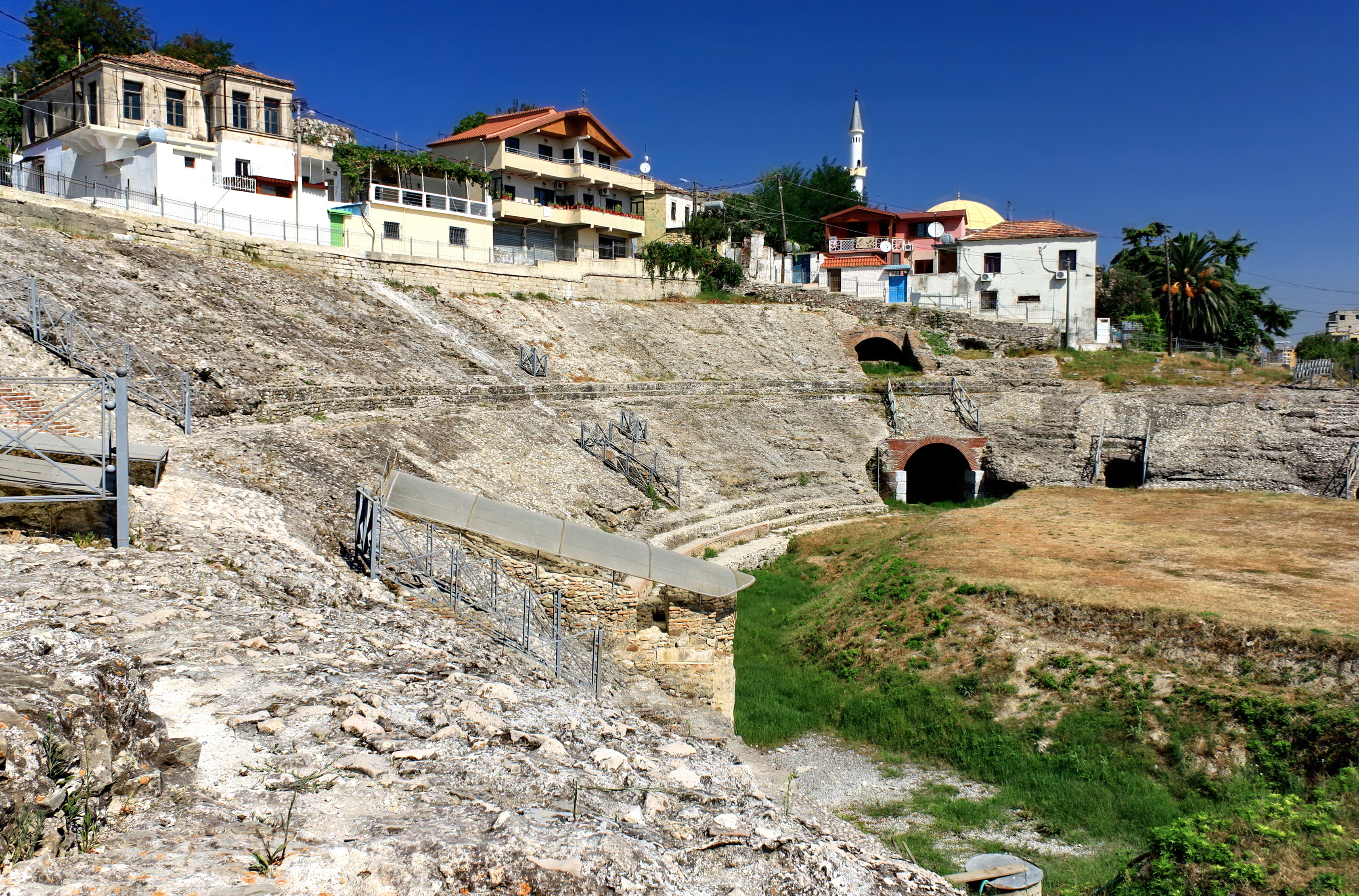
Bild på amfiteatern i Durrës

Durrës amfiteater, den största amfiteatern på Balkan, finns i staden Durrës i Albanien. Amfiteatern upptäcktes när markägaren grävde i sin trädgård. Idag är en stor del av den utgrävd, det återstående är en tredjedel av den ursprungliga bygget. Den största delen har gått förlorad i svåra jordbävningar och av andra orsaker. Med hjälp från utlandet pågår stora renoveringsprojekt så att det som finns kvar ska kunna bevaras. Sökandet efter rester av amfiteatern vore möjligt om alla hus som omger den skulle tas bort. 
Amfiteatern var byggd för uppvisningar av strider mellan gladiatorer samt av exotiska djur. På stenblock kan man hitta personnamn och bakom en dörr finns ett tunnel som leder till kusten. Det beräknas att amfiteatern under sina glansdagar rymde 20 000 åskådare, och folk kom från alla hörn för att beskåda stridsscenerna.

### Fotnoter
1. ↑  ”Life is a Promise in Durrës, Albania”. Life is a Promise in Durrës, Albania. Balkan Travellers. Arkiverad från originalet den 2015-09-23. https://web.archive.org/web/20150923181757/http://www.balkantravellers.com/en/read/article/1262. ”Arkiverade kopian”. Arkiverad från originalet den 23 september 2015. https://web.archive.org/web/20150923181757/http://www.balkantravellers.com/en/read/article/1262. Läst 20 oktober 2017.
2. ↑  Karaiskaj, Prof. Dr. Gjerak (2004). ”Amphitheatre of Durrës”. Amphitheatre of Durrës. European Commission. Arkiverad från originalet den 27 februari 2012. https://web.archive.org/web/20120227081849/http://www.seecorridors.com/filebank/file_1.pdf. Läst 20 april 2013.